# Jean-Baptiste van Mour

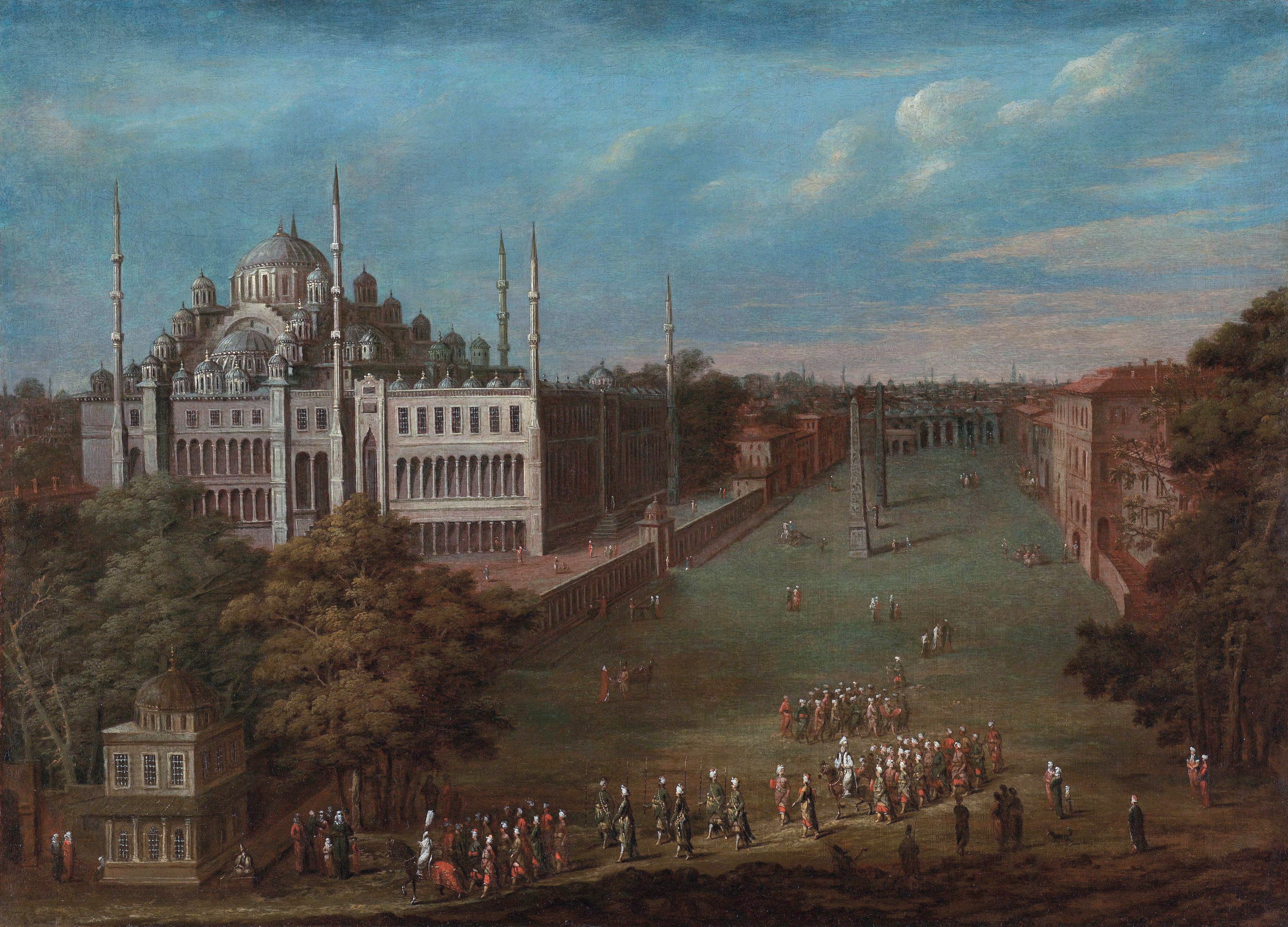
Il gran visir attraversa la piazza Atmeydan

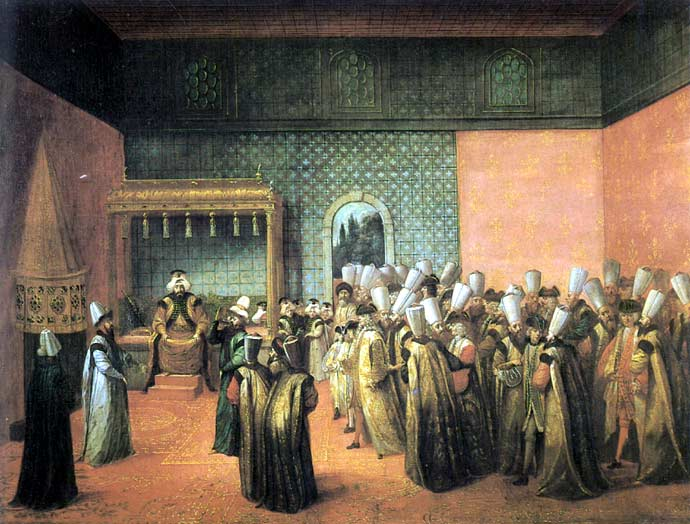
Udienza con il sultano Ahmed III il 10 ottobre 1724, dipinto di van Mour

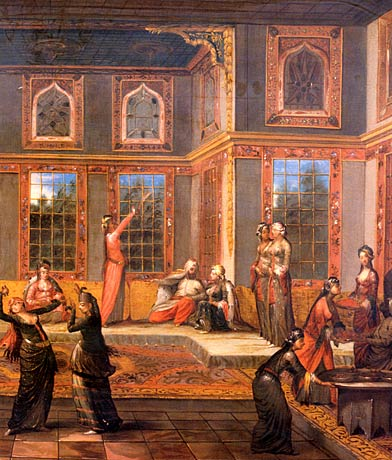
Scena nell'harem con il Sultano

Jean-Baptiste Van Mour, o Vanmour, (Valenciennes, 9 gennaio 1671 – Costantinopoli, 22 gennaio 1737), è stato un pittore fiammingo naturalizzato francese noto per i suoi ritratti dettagliati della vita nell'Impero ottomano durante il regno del Sultano Ahmed III.

## Biografia
Nacque a Valenciennes, una città fiamminga che al tempo della sua nascita apparteneva ai Paesi Bassi spagnoli, ma dal 1678 passò sotto il dominio della Francia. Studiò arte nello studio di Jacques-Albert Gérin e il suo lavoro attirò l'attenzione di un aristocratico e statista del tempo, il marchese Charles de Ferriol. Van Mour fu invitato ad andare a Costantinopoli quando De Ferriol venne nominato ambasciatore francese presso l'Impero ottomano nel 1699. De Ferriol commissionò a van Mour un centinaio di ritratti della gente locale.
Nel 1711 De Ferriol ritornò in Francia e van Mour lavorò per una varietà di altri diplomatici. Nel frattempo De Ferriol fece pubblicare una serie di cento incisioni  (tratte dai dipinti) in  Recueil de cent estampes représentant différentes nations du Levant.  Il libro ebbe una grande influenza in Europa occidentale e fu pubblicato in almeno cinque lingue.
La rappresentazione delle udienze con il sultano divenne la specialità di van Mour, avendo solo da cambiare l'impostazione e alcuni volti. Van Mour lavorò con degli assistenti per adempiere a tutti gli obblighi. Nel 1725 gli fu concesso lo straordinario titolo di Peintre Ordinaire du Roy en Levant in riconoscimento del suo lavoro e dell'importanza del Levante per il governo francese.
Nel 1727 l'ambasciatore olandese Cornelis Calkoen chiese a Van Mour di registrare il suo incontro pubblico con il sultano Ahmed III su tela. A van Mour veniva concesso di entrare nel palazzo durante queste cerimonie, accompagnando l'ambasciatore e il suo seguito, dato che aveva familiarità con lo speciale protocollo in uso nella corte ottomana per i ricevimenti degli ambasciatori. Calkoen portò con lui molti dipinti di Jean-Baptiste van Mour, quando venne nominato ambasciatore a Dresda della Repubblica delle Sette Province Unite. Nel suo testamento del 1762, Calkoen proibì ai suoi eredi di vendere i quadri, che ora fanno parte della collezione del Rijksmuseum.
Si dice che van Mour sia stato inumato nella tomba del Baron de Salagnac nel cimitero della Chiesa dei Gesuiti di San Luigi, a Costantinopoli nel distretto di Beyoğlu.